# Monedas de Mogadiscio

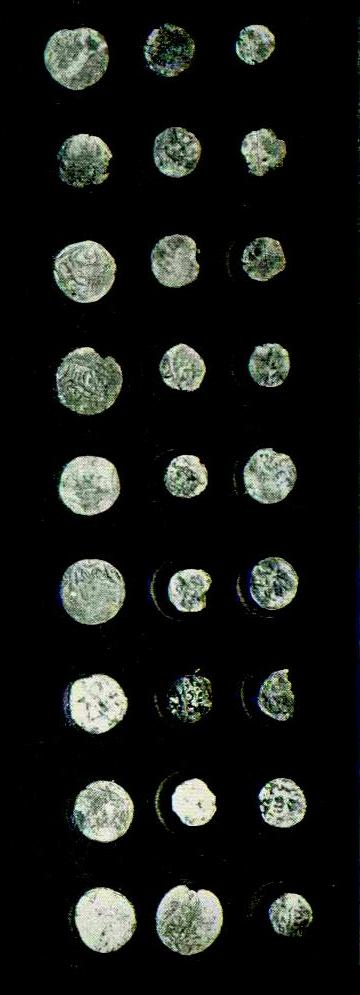
Monedas de Mogadiscio

Durante el Sultanato de Mogadiscio se acuñaron diversas monedas, que dado el carácter de emporio comercial de la ciudad tuvieron gran relevancia comercial.

## Historia
Para facilitar el comercio regional, el sultanato de Mogadiscio empezó a acuñar sus propias monedas, lo que le permitió consolidar su hegemonía comercial. Las monedas llevan los nombres de los 23 sucesivos sultanes de Mogadiscio. Algunas monedas siguen el estilo de los influyentes califatos fatimí y otomano.
La moneda de Mogadiscio fue usada junto a la moneda local en el Sultanato Ajuran, que terminaría siendo suzerano de Mogadiscio.

## Hallazgos arqueológicos
Las monedas de Mogadiscio tuvieron así una amplia circulación y se han encontrado piezas en sitios tan alejados como los actuales Emiratos Árabes Unidos, donde se halló una moneda del siglo XV del sultán Ali b. Yusuf. Durante una excavación en Irak en 1971, se halló una pieza de cobre con el nombre del sultán Ali ibn Yusuf.
A lo largo de tres expediciones arqueológicas en Warsheikh entre 1920 y 1921, Enrico Cerulli también descubrió monedas medievales de Mogadiscio en el norte de Somalia. Estas fueron depositadas en la Scuola Orientale de la Universidad de Roma y posteriormente perdidas en la Segunda Guerra Mundial.
Según Cerulli, otras monedas similares fueron encontradas en el pueblo de Mos, aproximadamente 14 km al noroeste de Warsheikh. Freeman-Grenville (1963) también registró otro descubrimiento de monedas antiguas Mos. Monedas de bronce acuñadas en Mogadiscio han sido encontradas en Belid, cerca de Salalah en Dhofar.